# Llullaillaco
Llullaillaco är en stratovulkan på gränsen mellan Argentina (Salta) och Chile som är 6 739 meter hög. Det ligger i Puna de Atacama, en region med mycket höga vulkaniska toppar på en högplatå i Atacamaöknen, en av de torraste platserna på jorden.
Llullaillaco är det näst högsta aktiva vulkanen i världen (Ojos del Salado är den högsta). Det är även den femte högsta vulkanen i världen och det sjunde högsta berget på västrahalvklotet.
Llullaillaco ser likadan ut som de flesta vulkaner på Puna de Atacama gör: vulkanen är omgiven av massor av stora sönderfallna klippblock och dess topp är ständigt täckt av snö och små glaciärer trots de extremt torra förhållandena i området.

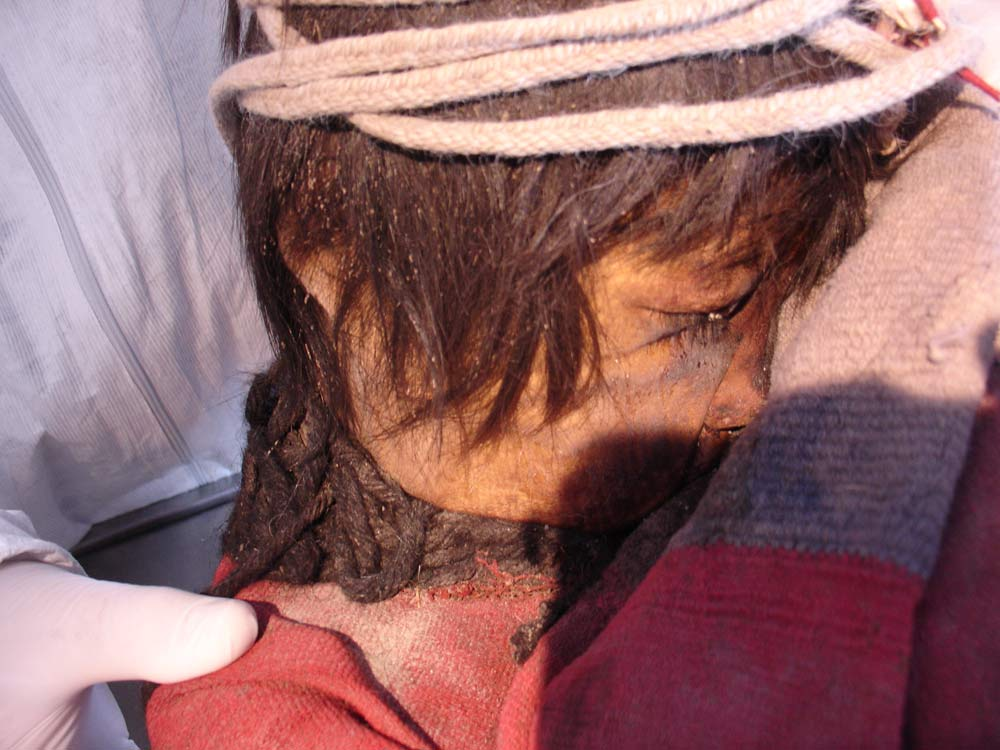
Mumie av ett offrat barn, funnet 1999 i vulkanen.

Vulkanens namn kommer ifrån Aymara "smutsigt vatten": llulla= smutsigt och yacu= vatten. Andra källor föreslår att namnet kommer från Quechua Lullac= ljuger (förrädisk), Yacu= vatten: "ljungande (eller: förrädiskt) vatten".
Det har bekräftats att Inkaindianerna klättrade på Llullaillaco. Artefakter som man hittat på toppen bevisar att det har varit människor på toppen innan artonhundratalet. Även huáqueros kan ha nått toppen under sina utforskningar.